# Shots (Imagine Dragons)
"Shots" là một bài hát của ban nhạc Alternative rock Imagine Dragons của Mỹ. Bài hát được sáng tác bởi các thành viên trong ban nhạc bao gồm Ben Mckee, Daniel Platzman, Dan Reynords và Wayne Sermon và là đĩa đơn thứ ba từ album phòng thu thứ hai của họ Smoke + Mirrors (2015). "Shots" đã đứng vị trí #1 trên bảng xếp hạng ITunes của Mỹ trong 2 ngày đầu tiên.

## Xếp hạng

### Xếp hạng tuần
| Xếp hạng (2015)                                 | Vị trí cao nhất |
| ----------------------------------------------- | --------------- |
| Australia (ARIA)                                | 66              |
| Bỉ (Ultratip Flanders)                          | 12              |
| Bỉ (Ultratip Wallonia)                          | 4               |
| Canada (Canadian Hot 100)                       | 72              |
| Croatia (Croatian Airplay Chart)                | 75              |
| Pháp (SNEP)                                     | 170             |
| Trường songid là BẮT BUỘC CHO BẢNG XẾP HẠNG ĐỨC | 60              |
| Na Uy (VG-lista)                                | 3               |
| Thụy Điển (Sverigetopplistan)                   | 51              |
| UK Singles (Official Charts Company)            | 91              |
| Hoa Kỳ Billboard Hot 100                        | 75              |
| Hoa Kỳ Hot Rock Songs (Billboard)               | 7               |
| Hoa Kỳ Rock Airplay (Billboard)                 | 22              |
| Hoa Kỳ Adult Pop Airplay (Billboard)            | 22              |

Phiên bản phối lại của Broiler
| Xếp hạng (2015)  | Vị trí cao nhất |
| ---------------- | --------------- |
| Na Uy (VG-lista) | 4               |

## Lịch sử thu âm
| Country       | Date                    | Format                 | Label                           |
| ------------- | ----------------------- | ---------------------- | ------------------------------- |
| United States | ngày 2 tháng 2 năm 2015 | Digital download       | KIDinaKORNER Interscope Records |
| Italy         | ngày 6 tháng 2 năm 2015 | Contemporary hit radio | Interscope Records              |